# Корњак сир л'Ил
Корњак сир л'Ил (фр. Corgnac-sur-l'Isle) насеље је и општина у југозападној Француској у региону Аквитанија, у департману Дордоња која припада префектури Нонрон.
По подацима из 2011. године у општини је живело 797 становника, а густина насељености је износила 38,67 становника/km². Општина се простире на површини од 20,61 km². Налази се на средњој надморској висини од 145 метара (максималној 255 m, а минималној 128 m).

## Демографија
| 1962. | 1968. | 1975. | 1982. | 1990. | 1999. | 2011. |
| ----- | ----- | ----- | ----- | ----- | ----- | ----- |
| 998   | 1.021 | 957   | 866   | 888   | 840   | 797   |

График промене броја становника у току последњих година